# Pericoma formosa
Pericoma formosa är en tvåvingeart som beskrevs av Nielsen 1964. Pericoma formosa ingår i släktet Pericoma och familjen fjärilsmyggor. Inga underarter finns listade i Catalogue of Life.